# Anini-y (Antique)
Anini-y is een gemeente in de Filipijnse provincie Antique op het eiland Panay. Bij de laatste census in 2007 had de gemeente ruim 20 duizend inwoners.

## Geografie

### Bestuurlijke indeling
Anini-y is onderverdeeld in de volgende 23 barangays:
| - Bayo Grande - Bayo Pequeño - Butuan - Casay - Casay Viejo - Iba - Igbarabatuan - Igpalge - Igtumarom - Lisub A - Lisub B - Mabuyong | - Magdalena - Nasuli C - Nato - Poblacion - Sagua - Salvacion - San Francisco - San Ramon - San Roque - Tagaytay - Talisayan |

## Demografie
Anini-y had bij de census van 2007 een inwoneraantal van 20.097 mensen. Dit zijn 474 mensen (2,4%) meer dan bij de vorige census van 2000. De gemiddelde jaarlijkse groei komt daarmee uit op 0,33%, hetgeen lager is dan het landelijk jaarlijks gemiddelde over deze periode (2,04%).